# Asphodeline globifera
Asphodeline globifera är en grästrädsväxtart som beskrevs av Jacques Étienne Gay och John Gilbert Baker. Asphodeline globifera ingår i släktet junkerliljor, och familjen grästrädsväxter. Inga underarter finns listade i Catalogue of Life.